# Middleton St George
Middleton St George – wieś i civil parish w Anglii, w hrabstwie ceremonialnym Durham, w dystrykcie (unitary authority) Darlington. Leży 31 km na południe od miasta Durham i 346 km na północ od Londynu. W 2011 roku civil parish liczyła 3779 mieszkańców.